# Air India Express Flight 812
Air India Express Flight IX-812 var en reguljär, kommersiell internationell flygning som gjordes av Air India Express som gick från Dubai International Airport i Förenade Arabemiraten som den 22 maj 2010 havererade på morgonen cirka klockan 06:30 (lokal tid UTC: +5:30) efter att ha åkt av landningsbanan på Mangalores internationella flygplats i Indien.
Flygplanet hade 160 passagerare och 6 besättningsmedlemmar: Åtta personer har bekräftats som överlevande, medan de resterande 158 personerna befaras ha omkommit. Av de åtta överlevande var sju skadade.
Efteråt hittades tio falska pass i vraket.